# Казинцбарцика
Ка́зинцба́рцика (венг. Kazincbarcika) — город на северо-востоке Венгрии, третий по величине город медье Боршод-Абауй-Земплен после Мишкольца и Озда. Население — 30 709 человек (2007).

## География и транспорт
Казинцбарцика находится в 20 километрах к северо-западу от столицы медье Мишкольца и в 20 километрах к востоку от границы со Словакией. Город связан автомобильными и железными дорогами с Мишкольцем и Словакией. Город стоит на правом берегу реки Шайо.

## История
Казинцбарцика — молодой город. Он был создан во время социалистической индустриализации после окончания второй мировой войны путём объединения нескольких деревень и последующего строительства ряда промышленных предприятий. Древнейшей из деревень, составивших Казинцбарцику, была деревня Шайоказинц, впервые упомянутая в 1240 году. Второй главной составляющей города была деревня Барцика. Из названий двух этих деревень и было образовано название нового города. Вплоть до рубежа XIX и XX веков основным занятием жителей района было земледелие. Всё изменилось после открытия во второй половине XIX века угольных залежей, что привело к развитию горнодобычи и промышленности.
В 1954 году Казинцбарцика получила статус города. Развитие промышленности города привело к его быстрому росту, в 50-х годах в нём было 11 000 жителей, в 70-х годах уже 30 000. Промышленный кризис 80-х и 90-х годов вызвал закрытие ряда предприятий, резкий рост безработицы и отток населения. В XXI веке экономический кризис был преодолён.

## Достопримечательности
- Протестантская церковь (барокко, XVIII век).
- Греко-католическая церковь.
- Городская картинная галерея.

## Население
| Год  | Численность | Численность |
| ---- | ----------- | ----------- |
| 2013 | 28 249      | [ 2 ]       |
| 2014 | 27 892      | [ 3 ]       |
| 2017 | 26 706      | [ 4 ]       |
| 2018 | 26 337      | [ 5 ]       |
| 2022 | 24 371      | [ 6 ]       |
| 2023 | 24 373      | [ 7 ]       |
| 2024 | 23 990      | [ 1 ]       |

## Города-побратимы
- Бургирхен-на-Альце, Германия (1998)
- Димитровград, Болгария
- Кнурув, Польша (1996)
- Ревуца, Словакия (2000)
- Свидница, Польша (1999)[8]
- Сынниколау-Маре, Румыния (2000)
- Тячев, Украина (1999)